# Long diên hương

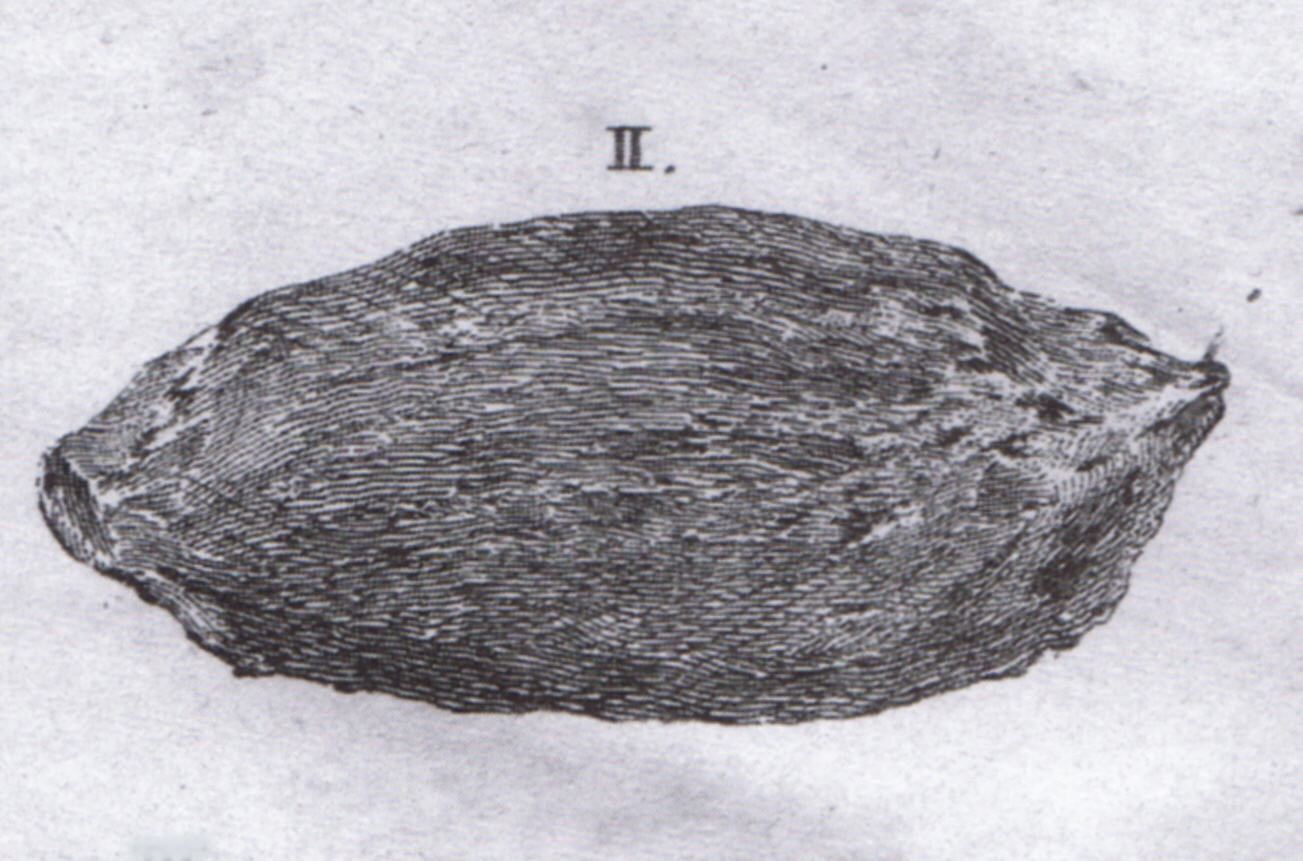
Bản vẽ một cục long diên hương năm 1753.

Long diên hương là một chất sáp màu xám được tạo ra trong hệ tiêu hóa của cá nhà táng. Trước đây, long diên hương được sử dụng trong ngành công nghiệp sản xuất nước hoa, nhưng ngày nay nó đã được thay thế phần lớn bằng vật liệu tổng hợp và chỉ còn được sử dụng trong một số loại nước hoa đắt tiền.

## Hình thành

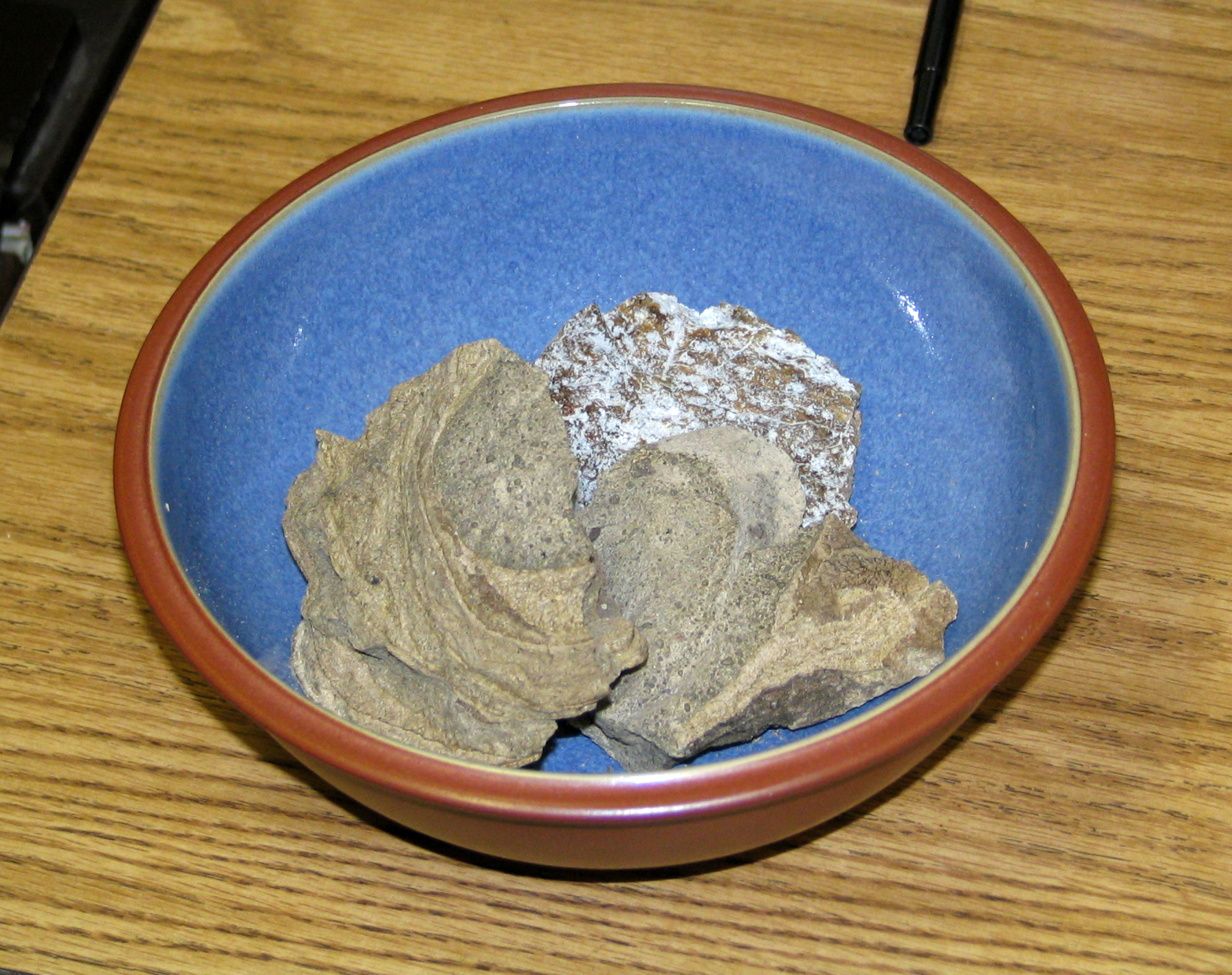
Long diên hương nguyên gốc của một con cá nhà táng.

Long diên hương được tạo thành trong hệ tiêu hóa của cá nhà táng nhưng chính xác quá trình hình thành như thế nào thì chưa được khám phá. Khác với nhiều người tưởng, long diên hương không được nôn ra từ cá nhà táng mà được bài tiết ra cùng với phân và có mùi tương tự khi mới được thải ra. Nhiều giả thuyết cho rằng đó là chất tiết để bao bọc những thức ăn khó tiêu như răng của một số loài mực, nhưng cũng có thuyết cho rằng chất tiết này như một loại kháng sinh để làm lành những vết thương trong ruột của cá nhà táng. Long diên hương sau đó được nôn hoặc bài tiết ra ngoài hay nó thoát ra biển sau khi cá nhà táng chết và xác bị phân hủy.

### Lịch sử và những ngộ nhận về sự hình thành
Long diên hương đã được biết đến từ thế kỷ thứ 10. Từ những báo cáo có được từ các thương gia và thủy thủ, du hành gia người Ả Rập Al-Masudi đã cho rằng long diên hương là một loại nấm mọc dưới đáy biển bị bão bứt ra khỏi gốc và trôi dạt vào bờ biển. Lý thuyết về sự hình thành này tồn tại trong 6 thế kỷ.
Người Ả Rập tin rằng long diên hương được chảy từ các con suối gần bờ biển. Trong câu chuyện cổ tích Ngàn lẻ một đêm, nhân vật Sinbad bị đắm tàu và trôi dạt vào một hoang đảo, nơi đây anh ta phát hiện ra một con suối chảy ra long diên hương.
Khoảng năm 1000 CN, trong cổ thư Trung Quốc đặt tên cho chất này là long diên hương (bính âm:Lóngxiánxiāng, zh:龙 涎 香) và miêu tả nó là một loại "nước bọt của rồng", bởi vì người ta tin rằng chất này có nguồn gốc từ nước bọt của con rồng đang nằm ngủ gần biển tiết ra.
Marco Polo là người đầu tiên ghi nhận long diên hương là một chất bài tiết của cá nhà táng sau khi ông quan sát cá nhà táng nôn ra chất này trong một cuộc săn mực gần quần đảo Socotra ở Ấn Độ Dương.
Năm 1783, nhà thực vật học Joseph Banks trong một tác phẩm của mình đã mô tả những quan niệm sai lầm phổ biến về long diên hương ở Tây Âu và nguồn gốc của chất này. Ông xác định rằng nó là một sản phẩm sản sinh từ phần ruột bị phình to của một con cá nhà táng đang bệnh.
Hai nhà hóa học người Pháp, Joseph Bienaimé Caventou và Pierre Joseph Pelletier là những người đầu tiên sử dụng long diên hương làm chất nền trong nước hoa.

## Tính chất vật lý
Long diên hương thường được tìm thấy ở dạng tảng, cục với nhiều kích thước và hình dạng khác nhau. Khối lượng của nó dao động từ 15 g (~½ oz) đến 50 kg (110 pound) hay thậm chí là hơn thế. Khi mới được lấy ra từ cơ thể cá nhà táng, tiền chất dạng chất béo của long diên hương có màu trắng nhợt, đôi khi điểm vài vệt đen, mềm và có mùi phân rất nặng. Sau nhiều tháng hay nhiều năm bị oxy hóa và phân hủy quang hóa (Photodegradation) ở biển khơi, tiền chất này chuyển sang màu xám đậm hay đen với một kết cấu dạng sáp và cứng giòn với hương thơm rất kỳ lạ bao gồm có mùi đất, mùi biển và mùi của động vật. Mùi của long diên hương được miêu tả giống như "một phiên bản mùi nhẹ nhàng như isopropanol mà không có mùi hắc và khó chịu".
Trong điều kiện đã "trưởng thành", long diên hương có tỉ trọng trong khoảng 0.780 và 0.926. Long diên hương có nhiệt độ nóng chảy là 100 °C (212 °F) và trở thành một chất lỏng dạng nhựa cây có màu vàng. Ở 100 °C (212 °F), long diên hương bắt đầu bay hơi, tạo thành một làn hơi có màu trắng. Long diên hương tan được trong dietyl ete và dầu.

## Tính chất hóa học
Long diên hương trơ với axít. Những tinh thể ambrein màu trắng có thể được tách ra khỏi long diên hương nếu ta nung nóng long diên hương trong cồn và để nguội. oxy hóa ambrein có thể sản sinh ra ambrox và ambrinol, hai thành phần chính tạo mùi hương của long diên hương.
- ambrein
- ambrox
- ambrinol

Ambroxan, hiện được dùng rộng rãi trong ngành sản xuất nước hoa, là một trong những chất hóa học do con người điều chế có tính chất mô phỏng theo long diên hương tự nhiên.

## Sử dụng
Cũng như xạ hương, người ta biết nhiều đến long diên hương thường chủ yếu là do nó được dùng trong việc sản xuất nước hoa. Long diên hương đã từng được sử dụng để chế biến thực phẩm và đồ uống. Món ăn yêu thích của Vua Charles II của Anh đươc cho là một bữa ăn bao gồm trứng và long diên hương. Long diên hương đã bị cấm sử dụng ở nhiều quốc gia trong những năm 1970, trong đó có Hoa Kỳ, bởi vì nguồn gốc của nó là từ cá nhà táng, là một loài dễ bị tổn thương.
Người Ai Cập cổ đốt long diên hương để xông thơm, còn người Ai Cập hiện đại thì sử dụng nó trong các loại thuốc lá thơm. Trong đại dịch Cái chết Đen ở châu Âu, người ta tin rằng nếu mang theo một quả cầu long diên hương sẽ có thể giúp tránh bị lây nhiễm bởi vì họ cho mùi thơm của nó có thể xua đi chướng khí gây bệnh.
Chất này cũng từng được sử dụng như một hương liệu cho thực phẩm, và chất kích dục. Trong thời Trung cổ, người châu Âu sử dụng long diên hương như một loại thuốc chữa nhức đầu, cảm, động kinh, và các bệnh khác.
Long diên hương có giá rất cao. Giá của long diên hương vào thời điểm năm 2012 là 20 USD/gam, bằng 2/3 giá vàng.